# Джордан Спіт
Джордан Александер Спіт (англ. Jordan Spieth) — американський гольфіст, колишній перший номер світового рейтингу, переможець трьох мейджорів та FedEx Cup 2015  року.  У квітні 2016 року журнал Тайм включив Спіта у перелік «100 найвпливовіших людей», зазначивши, що він  «є прикладом усього чудового у спорті»".
Перша велика перемога прийшла до Спіта на Мастерз 2015 року, де він пройшов трасу за 270 ударів (−18) і отримав  1,8 млн доларів призових. Його результат після 72 лунок повторив рекорд Тайгера Вудса, встановлений у турнірі  1997 року. Він став другим наймолодшим переможцем Мастерз після Вудса. Через два місяці Спіт виграв Чемпіонат США з рахунком 5 нижче пару. Він став наймолодшим чемпіоном США після любителя Боббі Джонса, який виграв 1923-го року. Того ж року він виграв Чемпіонат туру, що закріпило його перемогу в  FedEx Cup 2015.  Через два роки Спіт здобув свою третю перемогу в мейджорі вигравши Чемпіонат Британії 2017, випередивши найближчого переслідувача на три удари з рахунком 12 нижче пару. Після цієї перемоги він став другим наймолодшим після Джека Нікласа гольфістом, якому вдалося виграти три різні мейджори. 

## Виноски
1. ↑  Jordan Spieth closes with 1-under 69 to capture FedEx Cup, $10M bonus. ESPN. Associated Press. 28 вересня 2015. Архів оригіналу за 4 квітня 2016. Процитовано 3 серпня 2017.
2. ↑  Romo, Tony (21 квітня 2016). The 100 Most Influential People: Ace of Clubs, Jordan Spieth. Time. Архів оригіналу за 30 липня 2017. Процитовано 3 серпня 2017.
3. ↑  Gittings, Paul (22 червня 2015). U.S. Open 2015: Jordan Spieth claims back-to-back majors in dramatic finale. CNN. Архів оригіналу за 24 жовтня 2020. Процитовано 3 серпня 2017.
4. ↑  Corrigan, James; Bagchi, Rob (23 липня 2017). Jordan Spieth turns potential Open meltdown into extraordinary victory at Royal Birkdale. The Telegraph. Архів оригіналу за 26 липня 2017. Процитовано 27 липня 2017.